# Trọng Tấn
Trọng Tấn (tên khai sinh là Vũ Trọng Tấn, sinh ngày 19 tháng 1 năm 1976 tại Thanh Hóa) là một ca sĩ người Việt Nam. Anh có sở trường là các nhạc phẩm truyền thống và cách mạng, có chất giọng Tenor (nam cao), học vị thạc sĩ. Hiện anh là ca sĩ tự do, tham gia làm giảng viên thanh nhạc thính giảng tại Học viện Âm nhạc quốc gia Việt Nam.

## Tiểu sử và sự nghiệp
Trọng Tấn sinh ra trong một gia đình có bốn anh chị em. Anh bắt đầu tham gia hoạt động văn nghệ từ khi còn là học trò trường Đào Duy Từ (Thanh Hoá). Sau khi tốt nghiệp phổ thông trung học, Trọng Tấn dự định thi vào 3 trường Đại học Kiến Trúc, ĐH Tài chính và Nhạc viện Hà Nội. Nhưng sau đó anh quyết định thi vào một trường duy nhất - Nhạc viện Hà Nội, và trở thành sinh viên của trường.
Lần đầu tiên từ Thanh Hóa ra Hà Nội là để nộp đơn thi vào Nhạc viện, dù học khối A, và chưa có kiến thức gì về nhạc lý. Vào ký túc xá, gặp bạn, Trọng Tấn được giới thiệu gặp cô giáo Minh Huệ khi đó là giảng viên của trường, nhưng vì xin học muộn quá (chỉ còn 12 ngày nữa là thi) nên cô không nhận nhưng khi tình cờ nghe được giọng hát của anh lúc anh đang tập luyện ở phòng bên, cô đã bảo hát lại và nhận dạy cho anh sau khi kiểm tra anh bằng một bài luyện thanh. Trọng Tấn là một trong 3 người thi đỗ khóa ấy.
Sau khi tốt nghiệp Học viện, Trọng Tấn làm giảng viên tại khoa Thanh nhạc của trường và tiếp tục theo nghiệp ca sĩ. Anh trở nên nổi tiếng khi đoạt giải nhất Giọng hát hay Hà Nội năm 1997 và giải nhất Liên hoan tiếng hát truyền hình toàn quốc năm 1999. Anh còn đạt Giải nhì cuộc thi hát thính phòng và nhạc kịch chuyên nghiệp toàn quốc năm 2000.
Tháng 9 năm 2013, anh quyết định nghỉ dạy tại Học viện Âm nhạc quốc gia để chuyên tâm vào công việc ca hát. Đến năm 2019 anh trở lại tham gia giảng dạy một lớp của Khoa Thanh nhạc.
Ca sĩ Trọng Tấn thường chọn những ca khúc nhạc đỏ của những nhạc sĩ như Huy Du, Hoàng Việt, Phan Huỳnh Điểu v.v. để hát. Không những thế, những bản tình ca lãng mạn về tình yêu mà một số nhạc sĩ đã 'rút ruột nhả tơ cho đời', cũng được anh lặng lẽ đón nhận và chuyển tải nó một cách cảm động đến với công chúng yêu nhạc.
Trọng Tấn đã phát hành một số album như Một Chặng Đường, Rặng Trâm Bầu hay Tình Yêu Trên Dòng Sông Quan Họ.
Năm 1998, anh bắt đầu kết hợp, hát cùng với Đăng Dương, Việt Hoàn và sau đó, bộ ba Trọng Tấn, Đăng Dương, Việt Hoàn trở nên nổi tiếng trong làng nhạc cách mạng Việt Nam.

## Nhận xét
| “           | Chỉ có thể nói là Tấn hát hay lắm, hay đến mức Lam nghe mà ứa nước mắt, Tấn là của hiếm, là của báu đấy, không thể có một giọng nam nào vừa đàn ông lại vừa ngọt ngào, vừa học thức lại vừa lãng mạn như thế đâu. | ” |
| — Thanh Lam | |   |

## Sự cố biểu diễn
Đêm 18 tháng 7 năm 2012, trong Chương trình nghệ thuật Chào mừng đoàn kết hữu nghị Việt Nam - Lào diễn ra trong hai ngày 17 và 18 tháng 7 tại thủ đô Viêng Chăn (Lào), Trọng Tấn (cùng ca sĩ Anh Thơ) đã tự ý bỏ về nước. Bộ Văn hóa, Thể thao và Du lịch Việt Nam đã gửi công điện yêu cầu đình chỉ biểu diễn các chương trình nghệ thuật trong nước và nước ngoài với hai người. Tiếp đó, Hội đồng kỷ luật của Học viện Âm nhạc Quốc gia Việt Nam họp vào ngày 30 tháng 7 và ông Lê Văn Toàn - Giám đốc Học viện phê chuẩn kết quả bằng hai quyết định kỷ luật vào ngày hôm sau, ngày 1 tháng 8 năm 2012.

## Sản phẩm âm nhạc

### Album phòng thu
- Tiếng đàn bầu (2000)
- Rặng trâm bầu (2002)
- Việt Nam tổ quốc tôi Vol.1&2 (2003)
- Một chặng đường (2006)
- Một đời người, một rừng cây (2006)
- Tình yêu trên dòng sông Quan họ (2008)
- Đi giữa mùa xuân (2009)
- Vol 8: Mong về Hà Nội (2010)
- Vol 9: Ngõ vắng xôn xao (2012)
- Vol 10: Ánh mắt quê hương (2013)
- Vol 11: Khúc hát về em (2014)
- Ru ta ngậm ngùi (2023)

### Liveshow
- Tình ta biển bạc đồng xanh (Trọng Tấn - Anh Thơ) , tháng 10 năm 2013
- Trọng Tấn - In the Spotlight 2014, tháng 9 năm 2014[7]
- Bài Ca Không Quên - Trọng Tấn Live in Concert, tháng 11 năm 2015[7]
- Tình ta biển bạc đồng xanh 2 (Trọng Tấn - Anh Thơ), tháng 10 năm 2017[8]
- 20 năm - những bản tình ca (Trọng Tấn - Anh Thơ), tháng 10 năm 2023[9]

## Giải thưởng
- 1997: Giải Nhất Giọng hát hay Hà Nội
- 1999: Giải Nhất Liên hoan tiếng hát truyền hình toàn quốc
- 2000: Giải Nhì cuộc thi Hát thính phòng và nhạc kịch chuyên nghiệp toàn quốc

## Vinh danh
- Con đường âm nhạc (Trọng Tấn - Anh Thơ) do VTV thực hiện vào tháng 9 năm 2011[10]
- Con đường âm nhạc do VTV thực hiện vào tháng 4 năm 2021[11]

## Đời tư
Trọng Tấn lập gia đình với Đặng Thị Thanh Hoa (kém Trọng Tấn 2 tuổi). Hai người yêu nhau từ khi còn học cấp ba tại Thanh Hóa, sau đó cùng lên Hà Nội lập nghiệp rồi cưới nhau.
Hiện nay anh và vợ có con trai tên là Vũ Tấn Đạt và con gái tên Vũ Hoa Thảo Nguyên. Cả hai con của anh hiện đang học ở Học viện Âm nhạc Quốc gia Việt Nam. Trọng Tấn đã từng chia sẻ, anh rất vui khi thấy các con của anh quyết định theo nghiệp hát của anh.